# 李丰 (北魏)
李丰，北魏官员。
北魏文成文明皇后冯氏摄政的时候，有李丰等数人，与宦官王琚、趙黑、孫小、張宗之、劇鵬类似，都被眷宠，出入禁闱，都达到了一定的名位，聚集资财巨万，第宅华美雄壮。文明太后驾崩后，他们的势力渐渐衰落。